# Masters de Cincinnati 1995
El Abierto de Cincinnati 1995 (también conocido como Thriftway ATP Championships por razones de patrocinio) fue un torneo de tenis jugado sobre pista ¿?. Fue la edición número 94 de este torneo. El torneo masculino formó parte de los Super 9 en la ATP. Se celebró entre el 7 de agosto y el 14 de agosto de 1995.

## Campeones

### Individuales masculinos
Andre Agassi vence a  Michael Chang, 7–5, 6–2.

### Dobles masculinos
Todd Woodbridge /  Mark Woodforde vencen a  Mark Knowles /  Daniel Nestor, 6–2, 3–0 ret.
| Predecesor: Cincinnati 1994 | Masters de Cincinnati 1995 | Sucesor: Cincinnati 1996 |